# Wielka Wieś (Cracovie)
Pour les articles homonymes, voir Wielka Wieś.
Wielka Wieś est une localité polonaise, siège de la gmina de Wielka Wieś, située dans le powiat de Cracovie en voïvodie de Petite-Pologne.